# Sprechfunkzeugnis (Luftfahrt)
Das Sprechfunkzeugnis für den Flugfunkdienst ist in der Luftfahrt eine Berechtigung zur Durchführung des Flugfunks.

## Rechtliche Grundlagen

### Allgemeines
Im Washingtoner Radiotelephonievertrag von 1927 wurde vereinbart, dass Funkstationen nur von Personen bedient werden dürfen, die über eine entsprechende Lizenz verfügen. Diese Bestimmung ist noch heute gültig, wenn sie auch für bestimmte Bereiche gelockert wurde (Funktelefon, Jedermannfunk, aber auch elektronische Geräte wie Fernbedienungen, WAN-Stationen etc.). Insbesondere gilt diese Bestimmung für den Betrieb von Bordfunkstationen in Flugzeugen. In den meisten Staaten muss ein Pilot deshalb eine spezielle Funkprüfung bestehen, bevor er funken darf.
Diese Anforderung wird im Abkommen über die internationale Zivilluftfahrt von Chicago wiederholt (Annex 1 (Personnel Licensing), Absatz 3.4). Die aktuelle Version des Abkommens (10th Edition, Juli 2006) hält aber auch fest, dass ein Pilot, um funken zu dürfen, zwar praktisch und theoretisch genügendes Wissen und Können nachweisen muss, verlangt aber nicht, dass dies im Rahmen einer speziellen Prüfung geschehen muss. Vielmehr ist sogar ausdrücklich festgehalten, dass die Sprechfunklizenz auch implizit in der Pilotenlizenz enthalten sein kann, falls die Überprüfung der entsprechenden Fähigkeiten Teil der regulären Pilotenprüfung ist. Von dieser Möglichkeit machen die USA Gebrauch.
Man kann die Funkprüfung auch ablegen, ohne über eine Pilotenlizenz zu verfügen. Dann darf man anschließend die Funktion des Bordfunkers ausüben.

## Deutschland
Die unerlaubte Nutzung der Flugfunk-Frequenzen gilt als gefährlicher Eingriff in die Flugsicherheit und wird als solcher geahndet. Auch das Abhören des Flugfunks ohne Berechtigung ist in der Bundesrepublik strafbar.
Der Inhaber eines Sprechfunkzeugnisses ist zur Wahrung des Fernmeldegeheimnisses verpflichtet.
Die Sprechfunkzeugnisse in der Luftfahrt werden in folgende Kategorien unterteilt:
- Allgemeines Sprechfunkzeugnis für den Flugfunkdienst (AZF) – Instrumentenflug und Sichtflug, deutsch und englisch
- Allgemeines Sprechfunkzeugnis für den Flugfunkdienst E (AZF E) – Instrumentenflug und Sichtflug, nur englisch
- Beschränkt gültiges Sprechfunkzeugnis für den Flugfunkdienst I (BZF I) – nur Sichtflug, deutsch und englisch

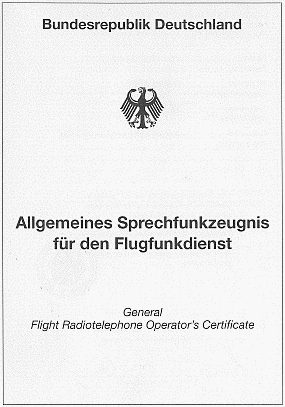
AZF

- Beschränkt gültiges Sprechfunkzeugnis für den Flugfunkdienst II (BZF II) – nur Sichtflug, deutsch, nur in Deutschland
- Beschränkt gültiges Sprechfunkzeugnis für den Flugfunkdienst E (BZF E) – nur Sichtflug, nur englisch

### AZF
Das AZF ist das höchstmögliche Sprechfunkzeugnis der Bundesrepublik Deutschland für den Flugfunkdienst. Es berechtigt den Inhaber zur uneingeschränkten Durchführung des Sprechfunks auch auf Flügen nach Instrumentenflugregeln (IFR). Es gilt weltweit und schließt auch die Berechtigung zur Durchführung des Sprechfunks im Sichtflug ein.
Im Sichtflug darf der Sprechfunk im deutschsprachigen Raum auch auf Deutsch erfolgen, im Instrumentenflug wird auch national ausschließlich die englische Sprache verwendet.
Im Zuge der Verkehrspilotenausbildung (ATPL) oder bei der Schulung zur Instrumentenflugberechtigung ist der Erwerb des AZF vorgeschrieben.

### AZF E
Das AZF E berechtigt den Inhaber zur Durchführung des Sprechfunks auf Flügen nach Instrumenten- und nach Sichtflugregeln in englischer Sprache.

### BZF I

BZF I

Das Beschränkt gültige Sprechfunkzeugnis für den Flugfunkdienst I (BZF I) berechtigt zur Durchführung des Sprechfunks auf Flügen nach Sichtflugregeln in deutscher und englischer Sprache.

### BZF II
Das BZF II berechtigt ausschließlich zur Durchführung des Sprechfunks auf Flügen nach Sichtflugregeln in deutscher Sprache und im deutschen Luftraum.

### BZF E
Das BZF E berechtigt ausschließlich zur Durchführung des Sprechfunks auf Flügen nach Sichtflugregeln in englischer Sprache.

### Flugfunkerlaubnis
Die deutsche Flugfunkerlaubnis nach § 44 LuftPersV ist eine vereinfachte Zulassung zu einer eingeschränkten Nutzung des Flugfunks. Sie ist beispielsweise in der Sportpilotenlizenz nach bestandener theoretischer Prüfung enthalten. Diese Funkerlaubnis ist kein Sprechfunkzeugnis. Sie darf ausschließlich in den (nicht freigabepflichtigen) Lufträumen G und E genutzt werden und hat nur nationale Gültigkeit, beispielsweise wird sie in Österreich – anders als das BZF – nicht anerkannt. Sie berechtigt allerdings zum Funken in Deutschland in Deutsch und Englisch. Eine Einschränkung auf Deutsch ist im Gesetz nicht vorgesehen, auch wenn die Ausbildung keine expliziten englischen Elemente vorsieht.

### Ausnahmen
Grundsätzlich dürfen Flugfunkstellen nur von Inhabern eines Sprechfunkzeugnisses betrieben werden. Ausgenommen von dieser Regelung sind jedoch
- Luftfunkstellen an Bord von Freiballonen, Luftsportgeräten und Segelflugzeugen, soweit sie nicht in Lufträumen der Klassen B, C und D betrieben werden.
- Luftfunkstellen an Bord von Luftfahrzeugen, die bei der Ausbildung von Luftfahrtpersonal verwendet werden
- Funkstellen in Kraftfahrzeugen, die ausschließlich für die Verbindung mit Luftfunkstellen in Freiballonen, Luftsportgeräten und Segelflugzeugen betrieben werden (zum Beispiel Rückhol- bzw. Begleitfahrzeuge)
- Bodenfunkstellen, die ausschließlich für die Übermittlung von Flugbetriebsmeldungen eingesetzt oder die ausschließlich zu Ausbildungszwecken verwendet werden
- Berechtigte, die Wartungs- und Reparaturarbeiten an Funkgeräten durchführen und im Rahmen dieser Tätigkeit zu Überprüfungszwecken am Flugfunk teilnehmen
- Berechtigte, die sich mit Kraftfahrzeugen auf den Betriebsflächen eines Flughafens bewegen

Nähere Einzelheiten regelt die Verordnung über Flugfunkzeugnisse (FlugfunkV).

### Sprachkenntnisse/Language Proficiency
Obwohl die Sprechfunkzeugnisse in den Sprachen Deutsch oder/und Englisch ausgestellt werden, berechtigen sie alleine den Luftfahrzeugführer nicht zur Teilnahme am Flugfunk. Dieser muss zusätzlich entsprechende Sprachkenntnisse (Englisch: Language Proficiency) nachweisen.
Um den Flugfunk in englischer Sprache ausüben zu dürfen, benötigt der Luftfahrzeugführer mindestens ein ICAO Level 4. Dieses entspricht ausreichenden Englischkenntnissen für die Luftfahrt und hat eine Gültigkeit von vier Jahren. Das Level 5 ist sechs Jahre und das Level 6 ist lebenslang gültig, wobei ein ICAO Level 6 dem Inhaber Muttersprachniveau bescheinigt.
Die ICAO Language Proficiency Prüfung kann nur von einer vom Luftfahrt-Bundesamt zugelassenen Stellen abgenommen werden. Für die Prüfung zum Level 6 muss zudem ein Muttersprachler in der Prüfungskommission sitzen.
Da Luftfahrerlizenzen für Luftsportgeräteführer nicht von der ICAO, sondern national geregelt sind, ist ein Language Proficiency Check nur dann vorgesehen, wenn das jeweilige Land dies vorschreibt. In der BRD darf ein Luftsportgeräteführer mit einem BZF I bereits ohne Language Proficiency auf Englisch funken. In den meisten europäischen Ländern ist jedoch ein Language Proficiency Check vorgesehen.

### Ausbildung
Der Zeitpunkt der Ausbildung ist dem Flugschüler freigestellt. Günstig ist es, das Sprechfunkzeugnis bereits vor Beginn der Pilotenausbildung abzuschließen, um eine zeitliche Unterbrechung der Pilotenausbildung zu vermeiden. Entsprechende Kurse werden von zahlreichen Flugschulen angeboten.
Die Ausbildung kann auf verschiedene Arten geschehen. Meist wird eine kleine Gruppe von einem Fluglotsen oder Fluglehrer unterrichtet. Dabei wird die Durchführung von Flügen gedanklich simuliert, wobei der Lehrer den Fluglotsen und der Schüler den Piloten spielt.
Um den Ablauf möglichst realitätsnah zu gestalten, kann ein Funkgerät zur Hilfe genommen werden. Des Weiteren erhält der Schüler Unterricht in Fernmelderecht und Fernmeldetechnik.

### Prüfung
Die Prüfung für das BZF I und BZF II wird in einer Außenstelle der Bundesnetzagentur abgelegt. Neben dem Prüfer der BNetzA ist daran als Beisitzer meist ein hauptberuflicher Fluglotse der Deutschen Flugsicherung beteiligt. Die Prüfung besteht aus folgenden Bestandteilen:
- Theoretische Prüfung: Dies ist ein 60 Minuten langer Multiple-Choice-Test in deutscher Sprache. Er umfasst 100 Fragen mit je 4 möglichen Antworten, von denen immer nur eine richtig ist. Bewertung: Mindestens 75 Fragen müssen richtig beantwortet sein.
- Flugvorbereitung: Drei praxisnahe Fragen müssen anhand gestellter Flugvorbereitungsunterlagen mündlich beantwortet werden. Beispiel: „Erklären Sie den Einflug über ECHO.“ Dann muss man die entsprechende Vorgehensweise (Flugrouten, Pflichtmeldungen) auf einer Sichtanflugkarte erklären. Bewertet wird die Beherrschung und Einhaltung der Standardverfahren.
- Englischprüfung (nur BZF I): Ein kurzer Fachtext in englischer Sprache (Auszug aus luftrechtlichen Veröffentlichungen) muss flüssig laut gelesen und anschließend mündlich übersetzt werden. Bewertet wird die inhaltliche Richtigkeit der Übersetzung und die allgemeine Beherrschung der englischen Sprache.
- Praktische Prüfung: Ein Flug von A nach B wird simuliert, wobei eine kleine Anzahl von Prüflingen (ca. 6) gleichzeitig am Funk aktiv ist, als würden sie tatsächlich gleichzeitig ab- und anfliegen. Der Beisitzer der Prüfung spielt dabei die Rolle des Fluglotsen. Aus- und Einflugpunkte können vorgegeben werden. Kandidaten für das BZF I führen eines der beiden Verfahren (Ab- oder Anflug) in englischer Sprache durch. Bewertet werden Einhaltung der Standardverfahren, zügige Abwicklung der Meldungen, Funkdisziplin, pünktliche Absetzung von Pflichtmeldungen und das Beherrschen der Standardfloskeln (Sprechgruppen) des Flugfunks. Anschließend können auch noch Sonderfälle wie Not- oder Dringlichkeitsmeldungen verlangt werden.

Das AZF kann nur erwerben, wer bereits ein BZF besitzt (ausgenommen Flugsicherungspersonal). Auch diese Prüfung wird bei einer Außenstelle der Bundesnetzagentur abgelegt. Sie besteht aus einem theoretischen Teil mit englischen Multiple-Choice-Fragen (40 Fragen mit je 4 Antworten von insgesamt 288 Fragen), von denen 75 % innerhalb von 30 Minuten korrekt beantwortet werden müssen, und einer praktischen Flugfunkprüfung, in der ein Instrumentenflug einschließlich Erstellung eines Flugplans simuliert wird.
Für das BZF (BZF I, BZF II, BZF E) ist ein Mindestalter von 15 Jahren bestimmt. Für das AZF (AZF, AZF E) gelten 18 Jahre als Mindestalter.
Die BZF I/II Prüfung kann auch zusammen mit der theoretischen Prüfung der Pilotenlizenz direkt beim zuständigen Luftamt abgelegt werden. Die Prüfungen sind in diesem Fall von geringerem Umfang, da viele Themenbereiche, die bei der Bundesnetzagentur Bestandteil der Prüfung wären, im Rahmen der theoretischen Prüfungen anderer Fächer, wie Luftrecht abgedeckt werden. So werden beispielsweise beim Luftamt Südbayern bei der theoretischen Prüfung nur 20 statt 100 Fragen gestellt. Direkt im Anschluss kann eine praktische Prüfung erfolgen. Das somit erworbene Flugfunkzeugnis steht rechtlich dem der Bundesnetzagentur gleich.

## Österreich
Die Prüfung wird in Österreich durch die Fernmeldebehörde (Fernmeldebüro) abgehalten.
Die Funkerprüfung besteht aus einem theoretischen Teil, der
- Rechtliche Bestimmungen
- Technische Kenntnisse
- Sonderbestimmungen und
- eine NOTAM-Übersetzung

beinhaltet, sowie dem praktischen Teil (Fertigkeiten).
Dabei wird wie in der Schulung ein Flug simuliert, in dem der Prüfer den Flugverkehrskontrolldienst
(ATC) bzw. den Fluginformationsdienst simuliert. Auf die korrekte Phraseologie und die ordnungsgemäße Handhabung des Funk- bzw. Transpondergerätes wird dabei großer Wert gelegt.
Im Falle einer bestandenen Prüfung wird das Zeugnis umgehend ausgestellt. Ansonsten ergeht eine dreimonatige Sperre, bis man wieder zur Wiederholungsprüfung antreten darf.
Folgende Funker-Zeugnisse können in Österreich erworben werden:
- BFZ (Eingeschränktes Sprechfunkzeugnis für den Binnenflugfunkdienst; nur deutsch, nur Sichtflug innerhalb deutschsprachigen Raumes)
- EFZ (Eingeschränktes Sprechfunkzeugnis für den beweglichen Flugfunkdienst; deutsch und englisch, nur Sichtflug)
- AFZ (Allgemeines Sprechfunkzeugnis für den beweglichen Flugfunkdienst; deutsch und englisch, weltweit, Sicht- und Instrumentenflug)

## Schweiz
Radiotelefonieprüfungen werden in der Schweiz durch das Bundesamt für Zivilluftfahrt (BAZL) durchgeführt.

## Vereinigte Staaten von Amerika
Die USA stellen keine besondere Funklizenz aus, sondern der Flugfunk ist Teil der normalen Pilotenausbildung und -prüfung. Entsprechend beinhaltet die Pilotenlizenz automatisch auch die Sprechfunklizenz. Diese Möglichkeit ist nach der Konvention der Internationalen Zivilluftfahrtorganisation (ICAO) ausdrücklich vorgesehen.
Um bei Flügen ins Ausland mögliche Komplikationen zu vermeiden, stellt die Federal Communications Commission auf Antrag ohne zusätzliche Prüfung ein beschränkt gültiges Sprechfunkzeugnis (restricted radiotelephone operator permit) aus.
Ähnlich wird bei der Prüfung der Sprachfertigkeit in Englisch verfahren. Sie wird im Rahmen des mündlichen Teils der praktischen Pilotenprüfung durch den Prüfer mit bewertet und ist Voraussetzung den Pilotenschein zu erhalten. Deshalb haben seit 2008 alle US-Pilotenscheine den Eintrag "englisch proficient" aufgedruckt. Damit gilt der Pilotenschein gleichzeitig als Sprachnachweis in Englisch.

## Kanada
In Kanada wird der Sprechfunk im Rahmen der Pilotenausbildung vermittelt. Der angehende Pilot muss einen schriftlichen Test für das Radiotelephone Operator's Restricted Certificate – Aeronautical bestehen. Der Multiple Choice Test wird von einem zertifizierten Prüfer (meist vor Ort in der Flugschule) durchgeführt und die Lizenz per Post beantragt. Das Sprechfunkzeugnis unterliegt, wie die Pilotenlizenz auch, keiner zeitlichen Beschränkung und verfällt nicht.
Seit 2008 muss jeder Pilot zusätzlich einen Englisch-Test bestehen. Hier kann man 3 Stufen erreichen, ähnlich dem ICAO-Sprachtest in Europa, wo mindestens der Level 4 erreicht werden und dann alle 4 Jahre eine Wiederholungsprüfung bestanden werden muss. Der Test heißt Language Proficiency Test und dauert zirka 20 Minuten. Hierfür wird ein Telefongespräch mit einem Prüfer geführt, der den Piloten in verschiedene Szenarien setzt und die richtigen Reaktionen verlangt.
Das Ergebnis "Below Operational Level" bedeutet "durchgefallen" und man muss den Test wiederholen. Hat man den "Operational Level" erreicht, dann hat man bestanden. Allerdings muss der Test alle 5 Jahre wiederholt werden. Das beste Ergebnis erreicht man mit dem "Expert Level". Nach diesem Testlevel braucht nie wieder eine Sprachprüfung gemacht zu werden. Das entspricht dem ICAO Level 6.
Im Gegensatz zum neuen ICAO Sprachtest müssen lediglich Piloten, die einen neuen Schein beantragen, diesen Test bestehen. ICAO verlangt den Sprachtest von allen Piloten.